# Danuri
Danuri (koreanisch 다누리, etwa „Mondgenuss“), auch Korean Pathfinder Lunar Orbiter (KPLO) genannt, ist eine Raumsonde der südkoreanischen Raumfahrtagentur (KARI), die seit Dezember 2022 den Mond umkreist. Der Mondsatellit wurde am 4. August 2022 mit einer amerikanischen Falcon-9-Rakete gestartet. Er ist das erste koreanische Raumfahrzeug, das zu einem anderen Himmelskörper flog. Danuri dient hauptsächlich zur Technologieerprobung und zur Vorbereitung zukünftiger Mondmissionen, soll aber auch wissenschaftlich verwertbare Daten zur Mondoberfläche gewinnen. Die Kosten der Mission belaufen sich auf 233 Milliarden Won (etwa 175 Millionen Euro).

## Missionsziele
Oh Tae-Seog, südkoreanischer Vizeminister für Wissenschaft und Technologie, erklärte, Danuri werde zur koreanischen Mondforschung und zum internationalen Ansehen Koreas im Bereich der Raumfahrt beitragen. Man erwarte auch, dass die Mission im Inland das öffentliche Interesse an Raumfahrtprojekten fördern werde.
Die koreanische Raumfahrtagentur nannte folgende Missionsziele:
- Entwicklung wesentlicher Technologien für die Monderkundung, beispielsweise den Satellitenbus, Navigationsverfahren insbesondere zum Erreichen der Mondumlaufbahn und Kommunikationstechnik einschließlich einer Bodenstation
- Erstellung einer topographischen Mondkarte, um zukünftige Landeplätze auszuwählen
- Untersuchung von Ressourcen wie Wassereisvorkommen und der Strahlungsumgebung der Mondoberfläche
- Erprobung eines interplanetaren Internet auf Grundlage von Delay Tolerant Networking

## Instrumente
Danuri trägt fünf für die Monderkundung nutzbare Instrumente. Vier davon wurden von südkoreanischen Forschungsinstituten und Universitäten entwickelt, eines stammt von der NASA:
- Lunar Terrain Imager (LUTI) – eine hochauflösende Kamera, die Bilder von der Mondoberfläche liefert, entwickelt vom KARI
- Polarimetric Camera (PolCam) – eine polarimetrische Kamera, die die Mondoberfläche im ultravioletten und sichtbaren Bereich bei Phasenwinkeln von 0 bis 120 Grad untersucht. Die Kamera nimmt Licht bei Wellenlängen von 320, 430 und 650 Nanometern auf. Entwickelt wurde sie vom Korea Astronomy and Space Science Institute (KASI).
- KPLO Magnetometer (KMAG) – ein Fluxgate-Magnetometer zur Untersuchung des Mondmagnetfelds, insbesondere unter Berücksichtigung von Swirls. Zuständig ist die Kyung-Hee-Universität.
- KPLO Gamma Ray Spectrometer (KGRS) – ein Gammaspektrometer zur Untersuchung der Mondoberfläche auf verschiedene chemische Elemente, insbesondere Magnesium, Nickel, Chrom, Calcium, Aluminium, Titan, Eisen, Silizium, Sauerstoff, Uran und Helium-3. Verantwortlich ist das Koreanische Institut für Geowissenschaften und Mineralressourcen (KIGAM).
- ShadowCam, eine Kamera der NASA, die die ständig im Schatten liegenden Krater in den Polregionen des Mondes fotografiert, um nach Anzeichen für Wassereisvorkommen zu suchen. Die Kamera wurde von der Arizona State University und dem Unternehmen Malin Space Science Systems entwickelt.[5]

Außerdem ist das Delay-Tolerant Networking experiment (DTNPL) der NASA an Bord, um den Datentransfer über interplanetares Internet zu erproben. Die NASA möchte die gewonnenen Daten – einschließlich derer von den koreanischen Instrumenten – auch zur Vorbereitung ihrer Artemis-Mondlandungen nutzen.

## Missionsverlauf

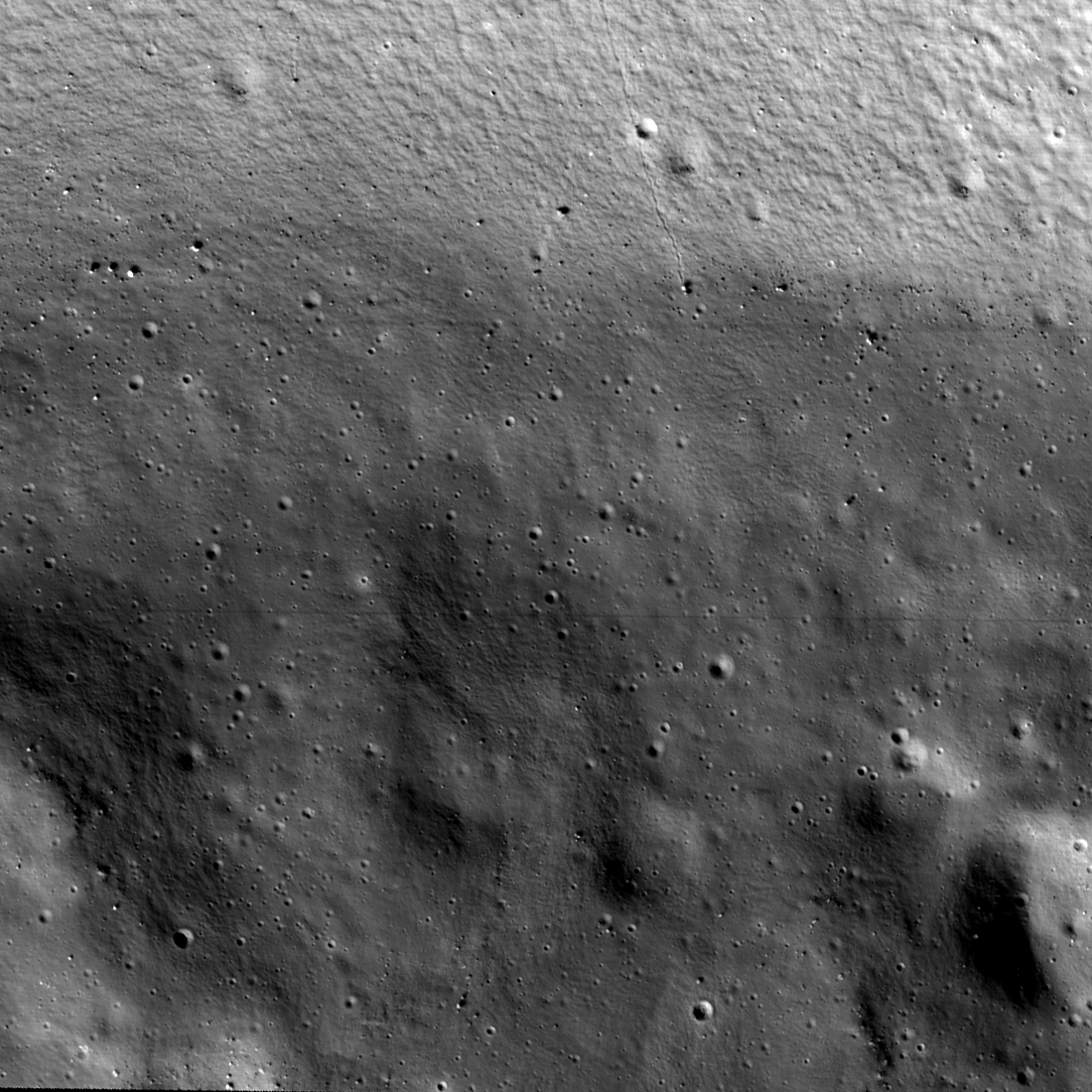
ShadowCam-Aufnahme vom Grund des Shackleton-Kraters, Januar 2023

Der Korean Pathfinder Lunar Orbiter sollte ursprünglich im Jahr 2018 starten, dann 2020. Im Mai 2022 erhielt er den Namen Danuri, und am 4. August 2022 wurde er mit einer Falcon-9-Rakete des US-Raumfahrtunternehmens SpaceX in eine Fluchtbahn gebracht. Der Start erfolgte von der Cape Canaveral Space Force Station in Florida. Es wurde eine ballistische Transferbahn gewählt, die zunächst in Richtung des Lagrange-Punkts L1 zwischen Erde und Sonne führte. Nachdem sich das Raumfahrzeug etwa eine Million Kilometer von der Erde entfernt hatte, beförderte die Schwerkraft es zurück in Richtung des Erde-Mond-Systems und in eine elliptische Polarbahn um den Mond. Gegenüber herkömmlichen, direkten Mondtransfers spart ein solcher ballistischer Transfer Treibstoff, aber es dauert wesentlich länger, bis der Mond erreicht ist.
Danuri kam am 16. Dezember 2022 in dem elliptischen Mondorbit an. Dort zündete die Sonde fünfmal ihr Haupttriebwerk, um jeweils das Aposelenum zu senken, bis am 28. Dezember der gewünschte Betriebsorbit in 100 ± 30 km Höhe erreicht war. Im Januar 2023 begann die auf ein Jahr ausgelegte Primärmission, in deren Verlauf das KARI erste Fotos von der Mondoberfläche veröffentlichte. Im Juni desselben Jahres wurde eine erweiterte Mission bis Ende 2025 beschlossen. Die vollständigen mit Danuri gewonnenen Daten werden jeweils nach einem Jahr Aufbereitungszeit veröffentlicht, das heißt schrittweise seit Januar 2024.
Bis Anfang 2024 musste Danuri dreimal einer anderen Mondsonde ausweichen, um das Risiko einer Kollision zu vermeiden: Einmal dem Lunar Reconnaissance Orbiter der NASA, einmal dem Orbiter der indischen Chandrayaan-2-Mission und einmal dem japanischen Lander SLIM.
Die Kommunikation mit dem Mondorbiter erfolgt über das Deep Space Network der NASA.